# Ipubi
Ipubi é um município brasileiro do estado de Pernambuco.

## História
O município originou-se da Fazenda Poço Verde, no sopé da Chapada do Araripe. O povoamento foi intensificado entre Outubro e Novembro de 1938, quando iniciou a feira livre local surgindo assim o Povoado Poço Verde.
Pertencente ao município de Ouricuri, o então povoado Poço Verde com o seu crescimento muda de nome e passa a ser um distrito com o nome de Ipubi  criado em 31 de dezembro de 1943. Tornou-se município autônomo através da lei estadual nº 3.340, datada de 31 de dezembro de 1958, sendo instalado a 1 de março de 1962, tendo como 1º prefeito o farmacêutico Antônio Rodrigues Lucena. Administrativamente, o município é formado pelo distrito-sede (Ipubi) e pelos povoados de Serra Branca e Serrolândia.
Anualmente, no dia 2 de março Ipubi comemora o seu aniversário em tributo a sua emancipação política. O padroeiro da cidade é Nossa Senhora do Perpétuo Socorro.
O topônimo Ipubi provém do tupi ipu-obi = poço ou fonte verde, quando ocorreu a Reforma Administrativa do Estado que criou o distrito de Ipubi.

## Economia
Em Ipubi, a agricultura já foi a atividade econômica predominante, perdendo espaço atualmente para a exploração da gipsita. Ainda assim ainda são produzidos feijão, mandioca, milho, e Hortifrutis como: Alface, Coentro, Tomate, Pimentão,  Manga, Acerola, Banana, Laranja etc. O rebanho de bovinos, a Apicultura e a criação de aves são outras fontes de renda do município.
A região do Araripe concentra 40% das reservas de gipsita do mundo e Ipubi seu maior produtor de gipsita e um dos maiores produtores de gesso e derivados: placas, divisórias gesso agrícola para uso na correção de solos, tijolos, etc. Por isso, se caracteriza pela exploração do mineral no chamado polo gesseiro. A extração da gipsita representa 95% da produção nacional de gesso, que propiciou a formação de um parque industrial na região, gerando cerca de doze mil empregos diretos e 60 mil indiretos.

## Geografia
Ipubi localiza-se a uma latitude 07º39'07" sul e a uma longitude 40º08'56" oeste, estando a uma altitude de 535 metros. Possui uma área de  972,17 km² e é formado pelos distritos de: Ipubi (sede), Serra Branca e Serrolandia e pelo povoado da Mineradora São Severino. Sua população, conforme estimativas do IBGE de 2022, era de 29.009 habitantes. Desses 73,2% eram pardos, 21,3% brancos, 5,0% pretos, 0,2% amarelos e 0,1% indígenas.
O município de 'Ipubi faz parte da Região de Desenvolvimento do Araripe, localizada na Mesorregião do sertão pernambucano. Essa região representa 18,8% do território estadual com 18.576,9 km² e abrange ainda, os municípios de Araripina, Bodocó, Cedro, Exu, Granito, Ouricuri, Moreilândia, Parnamirim, Salgueiro, Santa Cruz, Santa Filomena, Serrita, Trindade e Verdejante.É integrante da região intermediária de Petrolina e da região imediata de Araripina.
O município situa-se na unidade geoambiental das Chapadas Altas. Parte do sul do município, está na unidade geoambiental da Depressão Sertaneja. A vegetação natural é a caatinga.

### Hidrografia
O município de Ipubi está nos domínios da bacia hidrográfica do Rio Brígida. Seus principais tributários são os riachos do Manuíno e de Santo Antônio, ambos de regime intermitente. Conta ainda com os açudes: Manuíno, com capacidade de 1.984.117 m³ e Cacimbão.

## Educação
A cidade conta com três unidades de escola estadual com ensino integral, sendo duas na cidade (sede) e outra no distrito de Serrolândia, além de uma  escola pública estadual em tempo regular, duas escolas particulares e várias escolas municipais.
As instituições de ensino estadual são:
- Escola de referência em ensino médio Arão Peixoto de Alencar
- Escola de referência em ensino médio Gênifa Felisbela Nobre (Serrolândia)
- Escola de referência em ensino médio Joaquim Eugênio Silva
- Escola Nossa Senhora do Socorro.                                                                                                                                                                        As instituições de ensino municipal, de Ensino Fundamental I e II são:
- Escola José de Siqueira Alves
- Escola Sheilla Kelly Barros da Silva
- Escola Euzélia de Melo Campos
- Escola Pedro Vicente de Souza (Serrolândia)
- Escola Paula Sabrina Rodrigues da Silva (Serrolândia)
- Escola Edílton Modesto Diniz (Serrolândia)
- Escola Francisco Carneiro de Andrade (Serra Branca)
- Escola Ângelo Afro de Oliveira (Sítio Torre)
- Escola Aureliano Manoel de Macedo (Sítio Pajeú)

As privadas são:
- Escola Ative Colégio e Curso
- Escola Turma da Mônica
- Escolinha Doce Mel (Serrolândia)

## Comunicações
- Rádio Liberal FM 99,5
- Rádio Pop Brasil FM 93,7 - Trindade
- Rádio Voluntários da Pátria FM 100,9 - Ouricuri
- Rádio Grande Serra FM 98,5 - Ouricuri
- TV Jornal Interior 7 (SBT)
- TV Grande Rio 9 (TV Globo)
- TV Tribuna PE 11 (Band)
- TV Guararapes PE 13 (Record TV)
- NGT RIO 34
- TV Pernambuco 45 ( TV Brasil e TV Cultura)

## Saúde
A cidade conta com dois Hospitais, sendo um no distrito de Serrolândia, onze unidades básica de saúde,uma clinica particular além de uma UTI móvel, sendo a única cidade da região que dispõe deste serviço para a população.